# Stefan Hodde
Stefan Hodde (* 15. Juni 1976) ist ein ehemaliger deutscher Biathlet.
Stefan Hodde wurde 1996 in Ridnaun Junioren-Europameister im Sprint und gewann mit der Staffel und im Einzel hinter Ronny Möller die Silbermedaille. Im selben Jahr konnte er in Kontiolahti im Einzelwettbewerb auch Junioren-Weltmeister werden, mit der Mannschaft wurde er Dritter. Daraufhin wurde er auch im Weltcup eingesetzt und feierte beim Einzelrennen in Pokljuka sein Debüt, er wurde 55. Im darauffolgenden Sprint belegte er den 38. Platz, dies blieb das beste Weltcup-Resultat seiner Karriere. Insgesamt kam er bei acht Weltcuprennen zum Einsatz, jeweils vier Mal 1996 und 1998. Aufgrund der starken Konkurrenz im deutschen Team startete er häufiger im Biathlon-Europacup. Hier hatte er seine stärkste Saison 1998/1999, als den Sprint in Jablonec und das Staffelrennen in Friedenweiler mit Ulf Karkoschka, Michael Greis und René Gerth gewinnen konnte. Bei der Europameisterschaft im russischen Ischewsk im Februar 1999 gewann er wieder mit der Staffel, diesmal in der Besetzung Karkoschka, Greis, Hodde und Alexander Wolf. Weiterhin erreichte er den zweiten Platz zweimal im Sprint und in je einem Einzel, einem Verfolgungsrennen und einem Massenstartrennen sowie drei dritte Plätze. Nur um zwei Punkte von seinem Mannschaftskameraden Ulf Karkoschka geschlagen, wurde er mit 351 Punkten Zweiter der Gesamtwertung des Europacups und sicherte sich den Sieg in der Sprintwertung, 1998 wurde er Dritter der Gesamtwertung.
Bilanz im Weltcup
| Platzierung | Einzel | Sprint | Verfolgung | Massenstart | Staffel | Gesamt |
| ----------- | ------ | ------ | ---------- | ----------- | ------- | ------ |
| 1. Platz    |        |        |            |             |         |        |
| 2. Platz    |        |        |            |             |         |        |
| 3. Platz    |        |        |            |             |         |        |
| Top 10      |        |        |            |             |         |        |
| Punkte      |        |        |            |             |         |        |
| Starts      | 4      | 4      |            |             |         | 8      |